# To Be Alive!
To Be Alive! é um filme-documentário em curta-metragem estadunidense de 1964 dirigido e escrito por Alexander Hammid e Francis Thompson. Venceu o Oscar de melhor documentário de curta-metragem na edição de 1965.

## Elenco
- Robert Fields